# Schnabelsburg
Die Schnabelsburg ist eine abgegangene Spornburg bei Salza-Obersalza im Landkreis Nordhausen in Thüringen. Ab 1366 ließen die Hohnsteiner Grafen die Burg auf einer niedrigen aus dem Kohnstein vorspringenden Bergnase errichten. Bereits 1368 wurde die Snabilsburg oder auch Snabiborg zerstört.
Beim Bau der Gastwirtschaft Schnabelsburg wurden die Reste der Burg, die nach dem Geländebefund nur sehr klein gewesen sein kann, zerstört.

## Geschichte
Um ihre gräflichen Besitzverhältnisse zu festigen, beschlossen im Jahre 1362 die Hohnsteiner Grafensöhne Heinrich in Neustadt, Dietrich in Heringen, Bernhard in Klettenberg und Ulrich am Kohnstein auf dem östlichen Schnabelsrand des Kohnsteins eine Zwingburg gegen die freie Reichsstadt Nordhausen zu errichten. Bauherr war der Hohnsteiner Graf Ulrich und so wurde das „hus Snabilburg“ auch als „Ulrichsburg“ bezeichnet. Weithin sichtbar, jedoch von geringer Größe, erhob sich die Herrenburg, die etwa 30 Meter oberhalb der Zorgeniederung und in 230 Meter Höhe fertiggestellt wurde. Sie bestand auf zwei Etagen, die vermutlich aus Buchenholz bestanden. Die Mauern dürften wahrscheinlich aus dem Anhydritgestein des Kohnsteins bestanden haben.
In den ebenerdigen Räumlichkeiten waren Schlafkammern für 24 Knappen untergebracht, der Bauherr Ulrich bewohnte mit Familie die zwei Etagen. Der erste Burgvogt, der ledige Ritter Wieprecht, bezog die erste und zweite Etage des Gips-Turmes. In den Kellerräumen wurden die Gefangenen eingesperrt.
Die Lage der Burg war ein strategisch günstiger Platz: so konnte die Alte Handels- und Heerstraße, die Zorgeniederung mit dem Salzaspring bis zur Reichsstadt Nordhausen mit den Dörfern Salza und Krimderode überblickt werden.

### Gaststätte
Mit Errichtung des Konzentrationslager Mittelbau-Dora 1943 musste die Gaststätte schließen. Von 1945 bis 1947 wurden einige Flüchtlings-, Vertriebenen- bzw. Umsiedlerfamilien in der ehemaligen Schnabelsburg einquartiert, die dann in Volkseigentum überging. 1948 erwarb der Gastwirt Max Eiteljörge mit seiner Ehefrau Anni das Objekt, bis 1953/54 für kurze Zeit die Gastwirtin Mia Seeber die Gaststätte betrieb. Im April 1955 erwarb der Fuhrunternehmer Paul Kuhnhold die Schnabelsburg, nach dessen Tode im Jahr 1959 übernahm sein Bruder Gerhard. 1960 wurde die Waldgaststätte schließlich durch die Stadtverwaltung geschlossen. Die Familie Kuhnhold bewohnte bis 1964 die Schnabelsburg.

## Beschreibung
Die Burg befand sich auf einem südlichen Ausläufer des Kohnsteines, bzw. auf einem kleinen 230 m ü. NN hohen Bergsporn. Der Kohnstein gehört zum Ort Salza bzw. zur Siedlung Obersalza. Die eher kleine Burganlage wurde auf diesem Sporn durch einen Halsgraben mit vorgelegten Wall gegen eine Annäherung gesichert. Die Burgstelle wurde allerdings neuzeitlich überbaut, es hat sich nur ein Grabenrest der Anlage erhalten.